# Leucocòria
La leucocòria és un reflex blanc i anormal d'un cos blanc a través de la pupil·la; llavors l'àrea negra pupil·lar és blanquinosa. La leucocòria s'assembla a la llum reflectida pel tapetum lucidum, però que l'home no posseeix.
La leucocòria és un signe mèdic per a diverses trastorns en edat pediàtrica, com cataracta congènita, fibroplàsia retrolenticular (o retinopatia dels prematurs), retinoblastoma, malaltia de Coats, cicatrius de la còrnia, melanoma del cos ciliar, malaltia de Norrie, toxocarosi ocular, persistència de la túnica vasculosa lentis (o vítri primari hiperplástic persistent).
És important vigilar la possible aparició d'una leucocòria pel perill mortal del retinoblastoma. S'ha comercialitzat una aplicació de mòbil per a la seva detecció (CRADLE).